# Лопес, Херард
Хера́рд Ло́пес Сегу́ (кат. Gerard López Segú; род. 12 марта 1979, Гранольерс, Каталония) — испанский футболист, полузащитник, и тренер. В настоящее время главный тренер сборной Каталонии

## Карьера игрока

### Клубная карьера
Херард родился в каталонском городе Гранольерс. Он выступал за молодёжную команду «Барселоны». В сезоне 1996/97 состоялся его дебют на профессиональном уровне. Игрок дебютировал за команду «Барселона Атлетик», которая является резервной командой «Барселоны». В 17 лет Херард перешёл в «Валенсию», где дебютировал в Примере. Дебют состоялся 31 августа 1997 года, на тот момент футболисту было 18 лет. В 1998 году Лопес перешёл на правах аренды в «Алавес», который вернулся в Ла-Лигу спустя сорок лет.
После успеха в баскской команде Лопес вернулся в стан летучих мышей. Футболист закрепился в основе «Валенсии» и вместе с клубом добрался до финала Лиги чемпионов в 2000 году. К тому времени Херард стал считаться одним из ведущих испанских футболистов. Ему поступили предложения от «Интернационале», «Милана» и «Манчестер Юнайтед», но сам футболист принял решение продолжить карьеру в «Барселоне». Сумма сделки между «Валенсией» и «Барселоной» составила 15 миллионов фунтов стерлингов.
За пять лет пребывания в «Барселоне» Херард регулярно появлялся в составе каталонского клуба. Однако закрепиться в основном составе команды ему так и не удалось, а постоянные травмы пустили его карьеру под откос. После победы в чемпионате Испании 2005 года Лопес уехал во Францию, где подписал контракт с «Монако». В составе монегасков футболист провёл два сезона, но и там он получил несколько серьёзных повреждений. В 2007 году футболист вернулся в Испанию, подписав контракт с «Рекреативо». В составе декан он провёл всего один сезон.
После отказа от ряда выгодных предложений из-за рубежа Херард тренировался на протяжении нескольких месяцев в составе «EC Granollers». Данный клуб является одним из представителей низших дивизионов Каталонии. В середине февраля 2009 года Лопес присоединился к клубу «Жирона», который выступает в Сегунде. Спустя некоторое время он вновь получил травму, однако это не помешало ему закрепиться в составе команды.

### Карьера в сборной
После успешного сезона 1999/00, проведённого в составе «Валенсии», Херард был приглашён в национальную команду Испании. Первую встречу в составе сборной Испании он провёл 3 июня 2000 года против сборной Швеции. Также в составе красной фурии футболист провёл одну встречу на чемпионате Европы 2000 года. В общей сложности Лопес провёл 6 встреч за сборную Испании, в которых забил два мяча в ворота соперников.

## Достижения
«Барселона»
- Чемпион Испании: 2004/05
- Обладатель Кубка Испании: 1996/97

«Валенсия»
- Обладатель Суперкубка Испании: 1999
- Финалист Лиги чемпионов: 1999/2000

## Личная жизнь
У Херарда было двое старших братьев-футболистов: Серхио и Хулиа. Серхио выступал за такие клубы, как «Барселона», «Мальорка» и «Сарагоса». Однако 4 ноября 2006 года, в связи с личными проблемами, он покончил жизнь самоубийством.
Хулиа выступал за клуб «Барселона Атлетик», а также провёл 13 встреч за «Вальядолид» в сезоне 1993/94.